# Jamska Ivanka (spevoigra)
Jamska Ivanka je prva slovenska spevoigra (v treh dejanjih), za katero je glasbo in libreto leta 1850 napisal skladatelj Miroslav Vilhar.
To je bilo prvo večje izvirno slovensko glasbeno-gledališkego delo po Zupanovemu Belinu oziroma po skoraj sedemdesetletnem zatišju. 
Dogajanje je postavljeno v čas križarskih vojn v okolico Predjame, zbor ima opaznejšo težo in v zgodbi sami je čutiti avtorjeva domoljubna čustva, še posebno v prizoru »Pozdrav domovini«. Ker je delo spevoigra, se izmenjujejo govorjeni in peti prizori. Glasba je enostavna in harmonija preprosta, a je čutiti arioznost italijanske opere. Vilhar je predvidel le klavirsko spremljavo, s tem da gornje note največkrat igrajo melodijo glasu. Spevoigro so nato večkrat uprizorili. Pomembna je postavitev v ljubljanski čitalnici 30. marca 1871, kjer je Jurij Šantel instrumentiral in izboljšal glasbo ter napisal uverturo, leta 1885 je v vlogi Ivanke nastopila že uveljavljena sopranistka, Gerbičeva soproga Milka Gerbič, zadnjo uprizoritev pa je pripravil Radio Slovenija novembra 1997 v Kulturnem domu Španski borci v Mostah v okviru starejših gledaliških del. Za to priložnost je delo ponovno instrumentiral Jani Golob, nastopili pa so uveljavljeni domači gledališki igralci.